# Laevistrombus turturella
Laevistrombus turturella is een slakkensoort uit de familie van de Strombidae. De wetenschappelijke naam van de soort is voor het eerst geldig gepubliceerd in 1798 door Röding.